# کیت گریناوی
کِیت گریناْوِی (انگلیسی: Kate Greenaway; ۱۷ مارس ۱۸۴۶ – ۶ نوامبر ۱۹۰۱) یک نقاش، و نویسنده اهل بریتانیا بود.

## زندگی
گریناوی بیشتر دوران کودکی خود را در رولستون ناتینگهام سپری کرد، او دانش آموختهٔ بخش کالج سلطنتی هنر لندن بود، در بخش زنانه که بعدها به مدیریت ریچارد بورچت درآمد، اولین کتاب خود را به نام زیر پنجره به سال ۱۸۷۹ نوشت که مجموعه‌ای ساده از شعرهای کودکان بود که اتفاقاً فروش بسیار خوبی داشت و در فهرست پر فروش ترین‌ها قرار گرفت، خانه‌ای در فروگنال توسط ریچارد نورمن شاو برای گریناوی ساخته شد، نقاشیهای کیت با منبت کاری و به روش ابداعی آن زمان که معروف به کروموزیلوگرافی بود توسط ادموند ایوانز چاپ می‌گردید، از سال ۱۸۸۰ تا ۱۸۹۰ تنها رقبای او در تصویرسازی برای کتاب کودکان که بسیار محبوب هم بودند می‌توان از والتر کران و راندولف کالدکوت نام برد، کودکانی که کیت در طرح‌هایش کشیده، همگی دختران یا پسران بسیار خردسال هستند که پسران، اغلب، شلوار به پا دارند و دختران با روپوش زنانه تصویر شده‌اند، همگی لباس‌ها برگرفته از لباس پسران و دختران اواخر قرن هجدهم هستند، کیت در سال ۱۹۰۱ به دلیل سرطان سینه درگذشت و در قبرستان همپستید لندن به خاک سپرده شد، نشان کیت گریناوی به افتخار او از تاریخ ۱۹۵۵ تأسیس شده و هر سال توسط مؤسسهٔ خبره کتابداری و اطلاعات در انگلستان به یک تصویرگر برگزیدهٔ کتاب کودکان تعلق می‌گیرد.

## نگارخانه

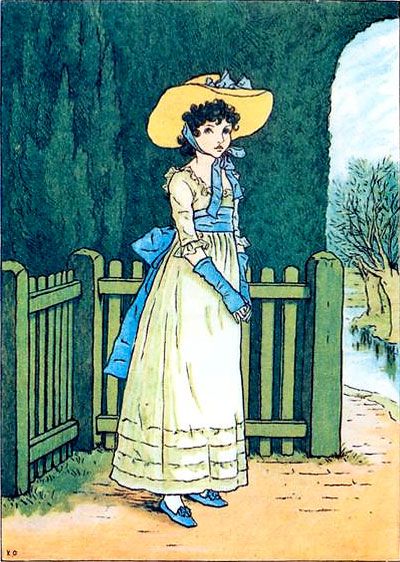
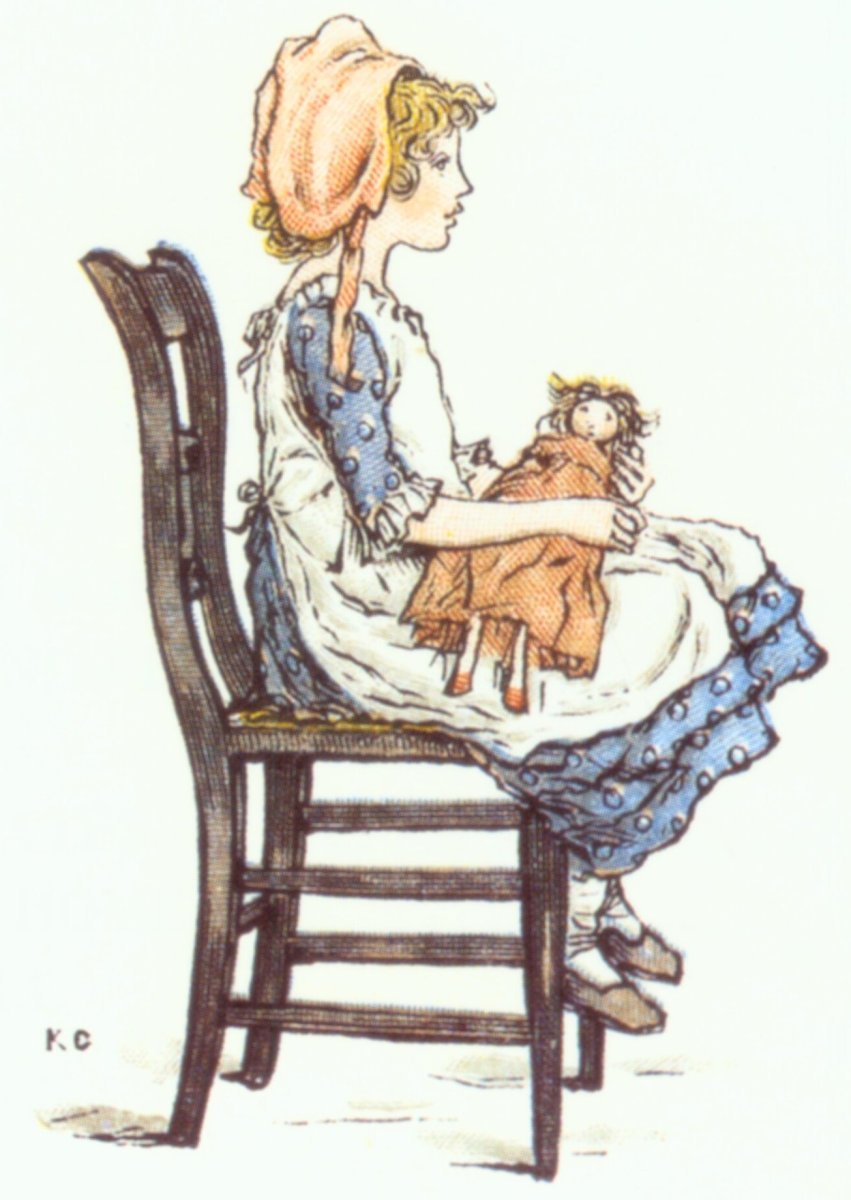
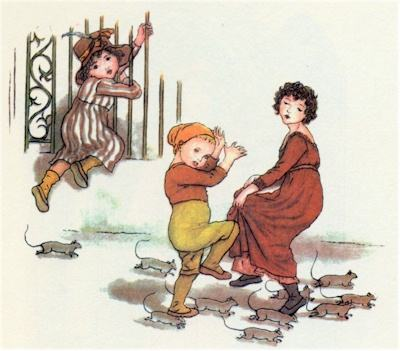
موش‌های هاملین
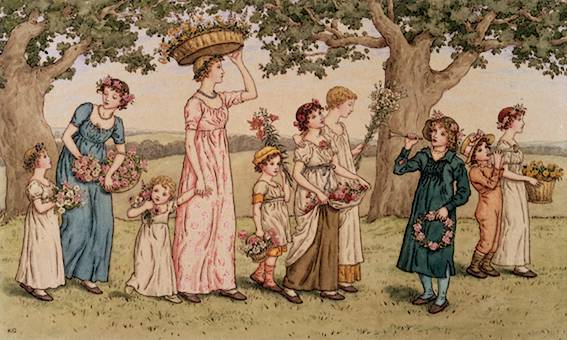
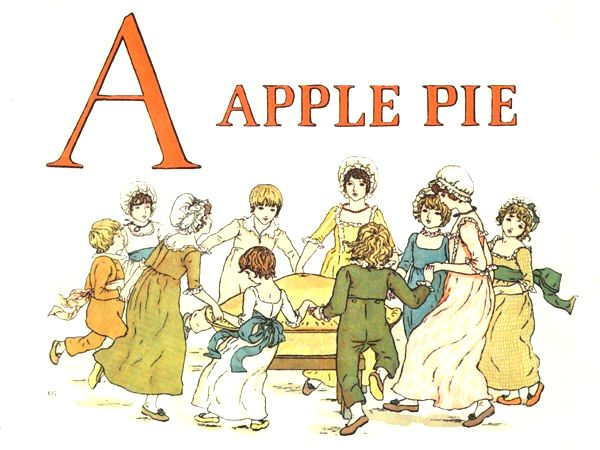
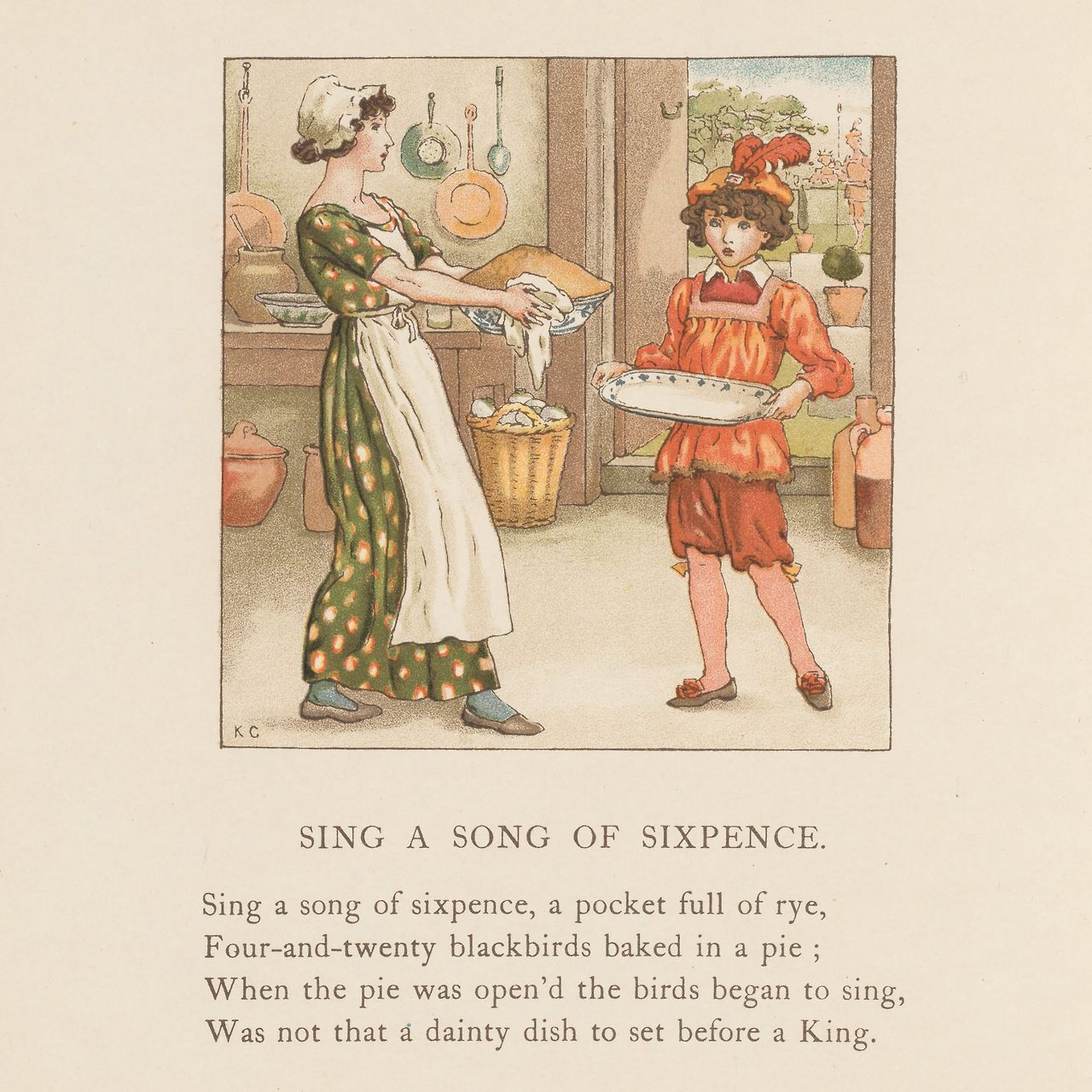
The April Baby’s Book of Tunes - Sing a song of sixpence
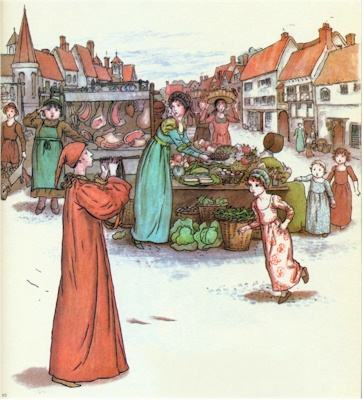